# Ko Sichang (huyện)
Ko Sichang (tiếng Thái: เกาะสีชัง) là một huyện (amphoe) của tỉnh Chonburi, Thái Lan. Huyện này chủ yếu là đảo (Ko hay Koh) Sichang, nằm ở vịnh Thái Lan, cách bờ tây Si Racha 12 km.

## Lịch sử
Vua Rama IV, Rama V và Rama VI đã đến nghỉ ngơi ở đảo này. Vua Rama V đã cho xây cung điện đầu tiên cho hoàng gia sử dụng vào mùa Hè. Cung điện tên là "Phra Chuthathut Palace" (tiếng Thái: พระจุฑาธุชราชฐาน), theo tên con trai ông sinh ra ở đảo này. Cung điện này đã bị bỏ hoang năm 1893 khi Pháp chiếm hòn đảo trong một cuộc xung đột với Thái Lan về kiểm soát nước Lào.  Năm 1900, cung điện được tháo dỡ và lắp dựng lại ở Băng Cố, nay có tên là cung điện Vimanmek.
Đảo này ban đầu là một tiểu huyện (King Amphoe) thuộc Mueang của tỉnh Samut Prakan. Từ ngày 1 tháng 1 năm 1943, đơn vị này thuộc huyện Si Ratcha của Chonburi. Ngày 4 tháng 7 năm 1994, tiểu huyện được nâng cấp thành huyện.

## Hành chính
Huyện này bao gồm một phó huyện (tambon) Tha Thewawong (ท่าเทววงษ์), và được chia thành 7 làng (muban). Huyện này cũng nằm trên toàn bộ thị trấn (thesaban tambon) Ko Sichang.

## Các đảo xung quanh
- Ko Sampan Yue
- Ko Khaam Noi
- Ko Khaam Yai
- Ko Prong
- Ko Ran Dok Mai
- Ko Yai Taow
- Ko Khaangkhaow
- Ko Tai Ta Muaen